# Molly Ringwald
Molly Ringwald, nom amb què es coneix Molly Kathleen Ringwald (Roseville, Califòrnia, 18 de febrer de 1968) és una actriu estatunidenca de cinema, televisió i teatre. També ha publicat dues novel·les, Getting the Pretty Back: Friendship, Family, and Finding the Perfect Lipstick (2010) i When It Happens to You: A Novel in Stories (2012), i el disc Except Sometimes (2013).
Va ser un dels personatges principals a la sitcom de la NBC The Facts of Life (1979–80) després que un director de càsting la veiés interpretar una òrfena en una producció teatral del musical Annie. Posteriorment va debutar en la pel·lícula independent Tempest (1982), que li va valer una candidatura al Globus d'Or a la millor actriu revelació. Ringwald és coneguda per les seves col·laboracions amb el cineasta John Hughes, amb qui ha fet tres pel·lícules: Sixteen Candles (1984), The Breakfast Club (1985) i Pretty in Pink (1986), totes tres molt reeixides i amb les que Ringwald es va convertir en una icona adolescent. Forma part del "Brat Pack", i es va classificar com a número 1 de la 100 Greatest Teen Stars (les cent millors estrelles adolescents) de VH1. Des de 2017, Ringwald ha retratat a Mary Andrews a la sèrie de televisió Riverdale.

## Filmografia
| Any          | Títol                                                                  | Personatge             | Notes                                               |
| ------------ | ---------------------------------------------------------------------- | ---------------------- | --------------------------------------------------- |
| 1979–1980    | Diff'rent Strokes                                                      | Molly Parker           | sèrie de TV; 2 episodis                             |
| 1979–1980    | The Facts of Life                                                      | Molly Parker           | sèrie de TV; 14 episodis                            |
| 1982         | Tempest                                                                | Miranda Dimitrius      | pel·lícula                                          |
| 1983         | Spacehunter: Adventures in the Forbidden Zone                          | Niki                   | pel·lícula                                          |
| 1983         | Packin' It In                                                          | Melissa Webber         | telefilm                                            |
| 1984         | Sixteen Candles                                                        | Samantha "Sam" Baker   | pel·lícula                                          |
| 1985         | The Breakfast Club                                                     | Claire Standish        | pel·lícula                                          |
| 1985         | Surviving: A Family in Crisis                                          | Lonnie                 | telefilm                                            |
| 1986         | Tall Tales & Legends                                                   | Jenny Smith            | sèrie de TV; episodi "Johnny Appleseed"             |
| 1986         | Pretty in Pink                                                         | Andie Walsh            | pel·lícula                                          |
| 1987         | P.K. and the Kid                                                       | P.K. Bayette           | pel·lícula                                          |
| 1987         | King Lear                                                              | Cordelia               | pel·lícula                                          |
| 1987         | The Pick-up Artist                                                     | Randy Jensen           | pel·lícula                                          |
| 1988         | For Keeps                                                              | Darcy Bobrucz          | pel·lícula                                          |
| 1988         | Fresh Horses                                                           | Jewel                  | pel·lícula                                          |
| 1990         | Strike It Rich                                                         | Cary Porter            | pel·lícula                                          |
| 1990         | Betsy's Wedding                                                        | Betsy Hopper           | pel·lícula                                          |
| 1990         | Women & Men: Stories of Seduction                                      | Kit                    | telefilm                                            |
| 1992         | Something to Live for: The Alison Gertz Story                          | Alison Gertz           | telefilm                                            |
| 1993         | Face the Music                                                         | Lisa Hunter            | pel·lícula                                          |
| 1994         | Some Folks Call It a Sling Blade                                       | Theresa Tatum          | curtmetratge                                        |
| 1994         | The Stand                                                              | Frannie Goldsmith      | sèrie de TV                                         |
| 1995         | Baja                                                                   | Bebe Stone             | pel·lícula                                          |
| 1995         | Cada dia és festa (Tous les jours dimanche)                            | Janet Gifford          | pel·lícula                                          |
| 1995         | Malicious                                                              | Melissa Nelson         | pel·lícula                                          |
| 1996         | Bastard Children                                                       | Susan                  | pel·lícula                                          |
| 1996         | Townies                                                                | Carrie Donovan         | sèrie de TV                                         |
| 1996         | Remember WENN                                                          | Angela Colton          | sèrie de TV; episodi "Sight Unseen"                 |
| 1997         | Office Killer                                                          | Kim Poole              | pel·lícula                                          |
| 1998         | Titey                                                                  | Anne Frank (veu)       | curtmetratge                                        |
| 1998         | Twice upon a Time                                                      | Beth Sager             | telefilm                                            |
| 1999         | Requiem for Murder                                                     | Anne Winslow           | pel·lícula                                          |
| 1999         | Segrestant la senyoreta Tingle (Teaching Mrs. Tingle)                  | Miss Banks             | pel·lícula                                          |
| 1999         | Kimberly                                                               | Nancy                  | pel·lícula                                          |
| 2000         | Cut                                                                    | Vanessa Turnbill/Chloe | pel·lícula                                          |
| 2000         | The Brutal Truth                                                       | Penelope               | pel·lícula                                          |
| 2000         | In the Weeds                                                           | Chloe                  | pel·lícula                                          |
| 2000         | The Translator                                                         | Julie Newman           | curtmetratge                                        |
| 2000         | The Street                                                             | Devyn Alden            | sèrie de TV; episodi "Propheting on Losses"         |
| 2000         | The Outer Limits                                                       | Allison Channing       | sèrie de TV; episodi "Judgment Day"                 |
| 2001         | Cowboy Up                                                              | Connie                 | pel·lícula                                          |
| 2001         | No és una altra estúpida pel·lícula americana (Not Another Teen Movie) | hostessa de vol        | pel·lícula                                          |
| 2006         | Medium                                                                 | Kathleen Walsh         | sèrie de TV; episodi "The Darkness is Light Enough" |
| 2006         | The Wives He Forgot                                                    | Charlotte Saint John   | telefilm                                            |
| 2006         | Molly: An American Girl on the Home Front                              | Helen McIntire         | telefilm                                            |
| 2008         | Guest of Cindy Sherman                                                 | ella mateixa           | documental                                          |
| 2008–2013    | The Secret Life of the American Teenager                               | Anne Juergens          | sèrie de TV                                         |
| 2010         | Wax On, F*ck Off                                                       | ella mateixa           | curtmetratge                                        |
| 2011         | Psych                                                                  | infermera McElroy      | sèrie de TV; episodi "Shawn, Interrupted"           |
| 2014         | Electric Boogaloo: The Wild, Untold Story of Cannon Films              | Penelope               | documental                                          |
| 2014         | Rainbow Brite                                                          | Dark Princess (veu)    | sèrie de TV; 3 episodis                             |
| 2014         | Wishin' and Hopin'                                                     | Madame Frechette       | telefilm                                            |
| 2015         | Jem and the Holograms                                                  | Aunt Bailey            | pel·lícula                                          |
| 2015         | Bad Night                                                              | col·leccionista        | pel·lícula                                          |
| 2016         | King Cobra                                                             | Amy                    | pel·lícula                                          |
| 2016         | Raising Expectations                                                   | Paige Wayney           | sèrie de TV                                         |
| 2016         | Doc McStuffins                                                         | Darla                  | sèrie de TV; episodi "Stuffy's Ambulance Ride"      |
| 2017         | SPF-18                                                                 | Faye Cooper            | pel·lícula                                          |
| 2017–present | Riverdale                                                              | Mary Andrews           | sèrie de TV; 10 episodis                            |
| 2018         | All These Small Moments                                                | Carla Sheffield        | pel·lícula                                          |
| 2018         | The Kissing Booth                                                      | Mrs. Flynn             | pel·lícula                                          |
| 2018         | Siberia                                                                | Gabby Hill             | pel·lícula                                          |
| 2019         | Tales of the City                                                      | mare de la Claire      | sèrie de TV; 2 episodis                             |

## Guardons
| Any  | Premi                       | Categoria                                                                 | Títol                                    | Resultat   |
| ---- | --------------------------- | ------------------------------------------------------------------------- | ---------------------------------------- | ---------- |
| 1983 | Premis Globus d'Or          | Nova estrella femenina de l'any en una pel·lícula                         | Tempest                                  | nominada   |
| 1983 | Premis Young Artist         | Millor actriu secundària jove en una pel·lícula                           | Tempest                                  | nominada   |
| 1985 | Premis Young Artist         | Millor actriu jove en una pel·lícula - musical, comèdia, aventura o drama | Sixteen Candles                          | guanyadora |
| 1988 | Festival de Cinema de París | Millor actriu                                                             | For Keeps                                | guanyadora |
| 1989 | Premis Kids' Choice         | Actriu de cinema preferida                                                |                                          | nominada   |
| 1991 | Premis Razzie               | Pitjor actriu                                                             | Betsy's Wedding                          | nominada   |
| 2002 | Premis MTV de Cinema        | Millor cameo                                                              | Not Another Teen Movie                   | nominada   |
| 2005 | Premis MTV de Cinema        | Premi Silver Bucket a l'excel·lència                                      | The Breakfast Club                       | guanyadora |
| 2008 | Premis TV Land              | Personatge(s) preferit(s) "que va(n) desaparèixer"                        | The Facts of Life                        | nominada   |
| 2009 | Premis Teen Choice          | Choice TV Parental Unit                                                   | The Secret Life of the American Teenager | nominada   |